# Кастрильо, Хайме
Хайме Кастрильо (исп. Jaime Castrillo Zapater; род. 13 марта 1996 в Хаке, Испания) — испанский профессиональный шоссейный велогонщик, выступающий c 2018 года за команду мирового тура «Movistar Team».

## Достижения
2017
Чемпионат Испании U23
1-й  Групповая гонка
2-й Тур Наварры

## Статистика выступлений

### Гранд-туры
| Гонка           | 2018 |
| --------------- | ---- |
| Джиро д'Италия  |      |
| Тур де Франс    |      |
| Вуэльта Испании |      |

| —  | Не участвовал  |
| НФ | Не финишировал |